# شباب البومب 9 (مسلسل)
شباب البومب 9 هو مسلسل سعودي كوميدي درامي كان من المقرر عرضه في رمضان 2020 لكن تم تأجيله وعرض في 3 سبتمبر 2021.

## الممثلون
- فيصل العيسى بدور «عامر»
- عبد العزيز الفريحي بدور «تركي»
- مهند الجميلي بدور «شكش»
- سلمان المقيطيب بدور «كفتة»
- وائل الحربي بدور الضابط
- علي المدفع بدور «أبو عامر»
- شفيقة يوسف بدور «أم عامر»
- محمد الدوسري (قريطم) بدور «ياسر»
- عبد العزيز برناوي بدور «عزوز»
- فيصل المسيعيد «صالح ولد عم عامر»
- محمد الحربي بدور «سليمان»
- ريماس منصور بدور «حصة»
- لمار (ممثلة) بدور <<مشاعل>>